# Xandres Vervloesem
Xandres Vervloesem (Massenhoven, 13 de mayo de 2000) es un ciclista belga. Se retiró en 2022 con 22 años al no disfrutar durante los dos años que fue profesional.

## Palmarés
2020
- Ronde d'Isard

## Equipos
- Development Team Sunweb (1.2019-8.2019)
- Lotto Soudal (2021-2022)